# Punkty za pochodzenie
Punkty za pochodzenie – element działań mających na celu ograniczanie nierówności w dostępie do wykształcenia w krajach bloku wschodniego. Miały one zwiększać szansę na przyjęcie na uczelnie młodzieży robotniczej i chłopskiej. „Punkty za pochodzenie” przyznawano w czasie egzaminów wstępnych dodając je do sumy punktów uzyskanych za wyniki w poszczególnych egzaminach i za oceny na świadectwie maturalnym. Pozbawieni ich byli kandydaci, których rodziny kwalifikowano jako należące do kategorii „inteligencji pracującej”.
Z punktu widzenia socjologicznego, punkty za pochodzenie można traktować jako formę kompensacji niedostatku kapitału kulturowego młodzieży wiejskiej i robotniczej. W takim ujęciu można powiedzieć, że ich celem było ograniczenie zjawiska „reprodukcji” opisywanego przez francuskiego socjologa Pierre’a Bourdieu.
W 1982 r. powstał film w reżyserii Franciszka Trzeciaka pt. Punkty za pochodzenie.